# Badinières
Badinières est une ancienne commune française située dans le département de l'Isère en région Rhône-Alpes. Elle est depuis le 1er janvier 2015 rattachée à la commune nouvelle d'Eclose-Badinières.
Les habitants sont appelés les Badiniérois

## Géographie

### Situation et description
Badinières est un village situé à 10 km au sud de Bourgoin-Jallieu, à 40 km de Lyon et à 60 km de Grenoble.

### Climat
La région de Badinières présente un climat de type semi-continental qui se caractérise par des précipitations assez importantes en toutes saisons.
Les étés sont chauds et plutôt secs mais connaissent de nombreuses périodes orageuses. Les hivers sont généralement assez froids et marqués par des gelées fréquentes, d'autant plus que le secteur, resté très longtemps marécageux, est souvent marqué par de nombreuses brumes matinales et des brouillards plus ou moins persistants durant les périodes froides.

## Urbanisme

### Risques naturels

#### Risques sismiques
La totalité du territoire de l'ancienne commune de Badinières est situé en zone de sismicité no 3, comme la plupart des communes de son secteur géographique.
| Type de zone | Niveau            | Définitions (bâtiment à risque normal) |
| ------------ | ----------------- | -------------------------------------- |
| Zone 3       | Sismicité modérée | accélération = 1,1 m/s2                |

## Histoire

### Époque contemporaine
Badinières est créée en 1857 à partir de la commune des Éparres.
Le 1er janvier 2015, elle fusionne avec Eclose, sous le régime juridique des communes nouvelles instauré par la loi no 2010-1563 du 16 décembre 2010 de réforme des collectivités territoriales pour créer la commune nouvelle d'Eclose-Badinières .

## Politique et administration
| Période                                  | Période                   | Identité       | Étiquette | Qualité |
| ---------------------------------------- | ------------------------- | -------------- | --------- | ------- |
| 1983                                     | 1995                      | Robert Porcher |           |         |
| 1995                                     | 31 décembre 2014 (fusion) | Alain Berger   |           |         |
| Les données manquantes sont à compléter. |                           |                |           |         |

## Population et société

### Démographie
L'évolution du nombre d'habitants est connue à travers les recensements de la population effectués dans la commune depuis 1861. À partir du 1er janvier 2009, les populations légales des communes sont publiées annuellement dans le cadre d'un recensement qui repose désormais sur une collecte d'information annuelle, concernant successivement tous les territoires communaux au cours d'une période de cinq ans. 
Pour les communes de moins de 10 000 habitants, une enquête de recensement portant sur toute la population est réalisée tous les cinq ans, les populations légales des années intermédiaires étant quant à elles estimées par interpolation ou extrapolation. Pour la commune, le premier recensement exhaustif entrant dans le cadre du nouveau dispositif a été réalisé en ,.
En 2012, la commune comptait 610 habitants.
| 1881 | 1886 | 1891 | 1896 | 1901 | 1906 | 1911 | 1921 | 1926 |
| ---- | ---- | ---- | ---- | ---- | ---- | ---- | ---- | ---- |
| 429  | 406  | 428  | 406  | 391  | 376  | 357  | 313  | 335  |

| 1931 | 1936 | 1946 | 1954 | 1962 | 1968 | 1975 | 1982 | 1990 |
| ---- | ---- | ---- | ---- | ---- | ---- | ---- | ---- | ---- |
| 320  | 312  | 304  | 298  | 303  | 302  | 309  | 299  | 364  |

| 1999 | 2004 | 2006 | 2009 | 2012 | - | - | - | - |
| ---- | ---- | ---- | ---- | ---- | - | - | - | - |
| 418  | 510  | 538  | 588  | 610  | - | - | - | - |

### Enseignement
La commune est rattachée à l'académie de Grenoble (Zone A).

### Médias
Historiquement, le quotidien à grand tirage Le Dauphiné libéré consacre, chaque jour, y compris le dimanche, dans son édition du Nord-Isère, un ou plusieurs articles à l'actualité du canton, de la communauté de communes, ainsi que des informations sur les éventuelles manifestations locales, les travaux routiers, et autres événements divers à caractère local.

## Culture locale et patrimoine

### Lieux et monuments
- L'église Saint-Augustin du XIXe siècle.

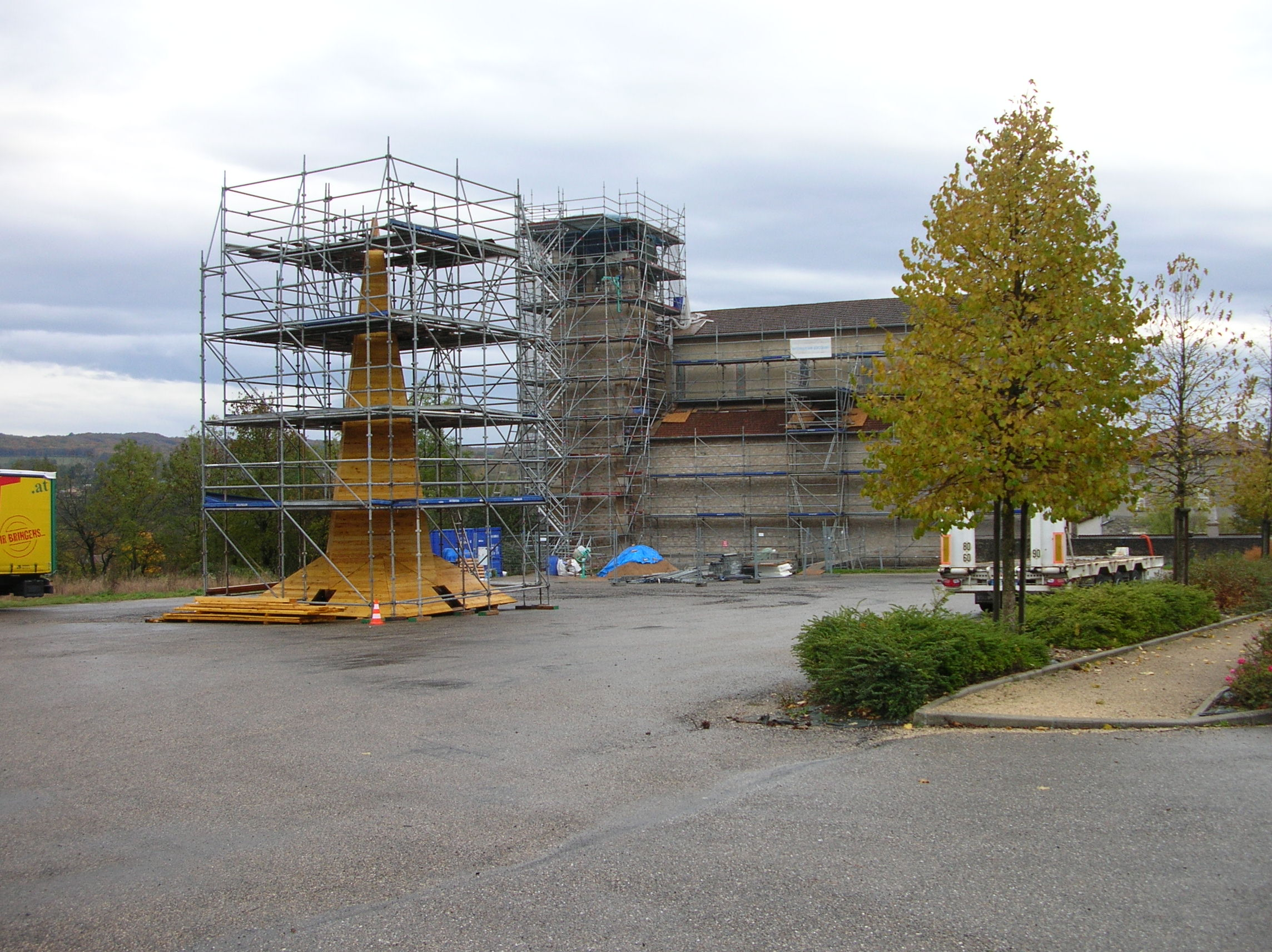
Rénovation de l'église Saint-Augustin, 2010
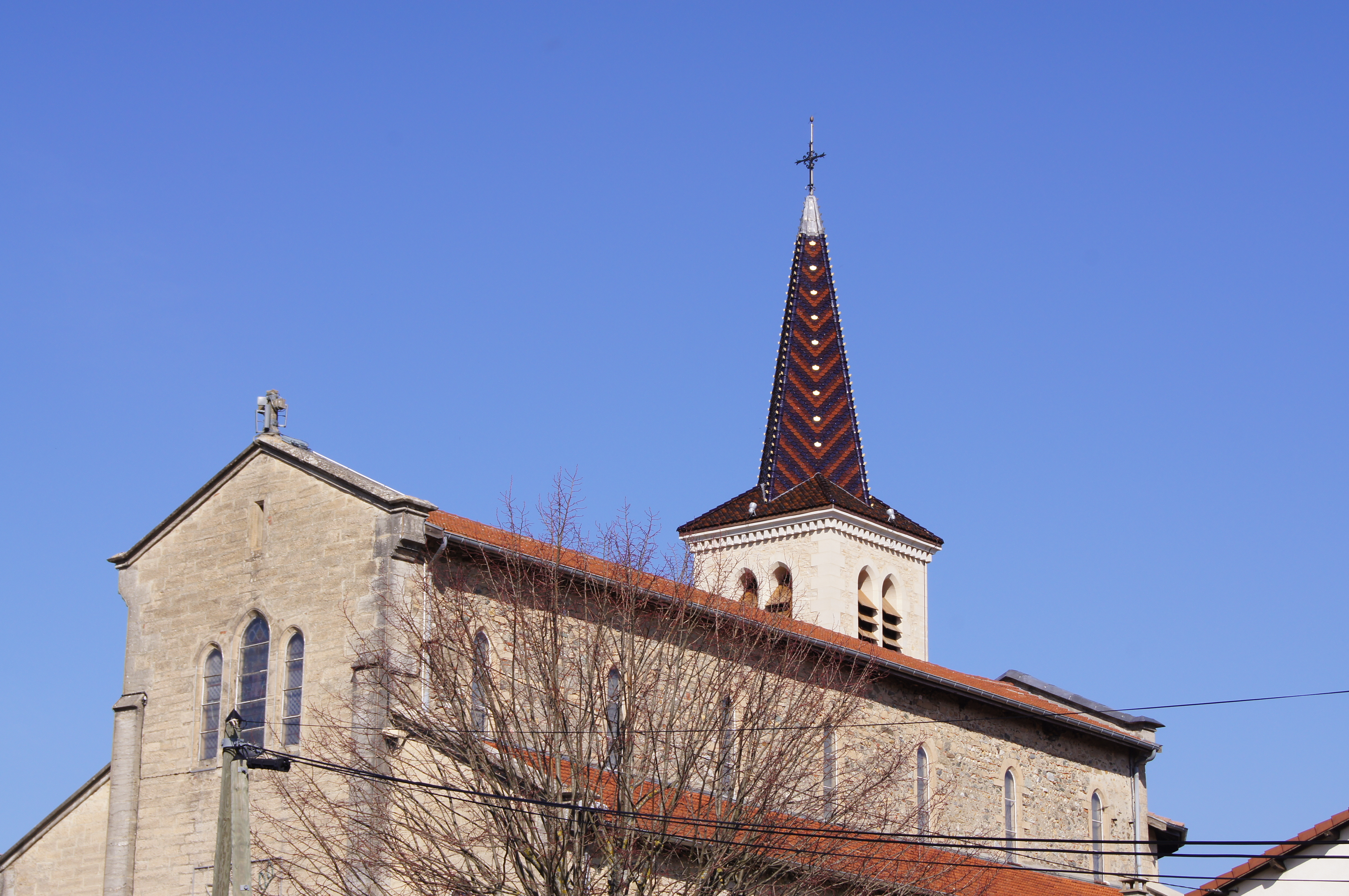
Le clocher après rénovation en 2011